# Ashfield cum Thorpe
Ashfield cum Thorpe – civil parish w Anglii, w hrabstwie Suffolk, w dystrykcie Mid Suffolk. Leży 19 km na północ od miasta Ipswich i 123 km na północny wschód od Londynu. W 2001 miejscowość liczyła 187 mieszkańców.